# خروج فرانسوی (آلبوم)
خروج فرانسوی (به انگلیسی: French Exit) نخستین آلبوم استودیویی از گروهٔ ایندی پاپ آمریکایی تی‌وی گرل می‌باشد که در ۵ ژوئن سال ۲۰۱۴ به‌دنبال نخستین میکس‌تیپ گروه تحت عنوان وحشی، بی‌گناه، تی‌وی شافل و نیز سومین ئی‌پی آن‌ها تحت عنوان زنان تنها منتشر گردید. تی‌وی گرل ترانه‌های این آلبوم را «راجع‌به شهوت گم‌شده، عشق زیاد و ناکافی» توصیف کرده‌است.

## فهرست ترانه‌ها
همهٔ ترانه‌ها توسط برد پیترینگ، به‌جز «دختر یک پلیس» که با مت کوتران. نوشته شده‌است.
| فهرست ترانه‌های خروج فرانسوی | فهرست ترانه‌های خروج فرانسوی | فهرست ترانه‌های خروج فرانسوی |
| شماره                       | نام                         | مدت                         |
| --------------------------- | --------------------------- | --------------------------- |
| ۱.                          | «جوراب‌شلواری»               | ۲:۵۷                        |
| ۲.                          | «پرندگان نمی‌خوانند»         | ۳:۲۹                        |
| ۳.                          | «لوئیز»                     | ۳:۱۴                        |
| ۴.                          | «از خودت متنفری»            | ۳:۳۳                        |
| ۵.                          | «گریز»                      | ۳:۴۴                        |
| ۶.                          | «صحبت کردن با غریبه‌ها»      | ۲:۵۷                        |
| ۷.                          | «بلوند»                     | ۳:۴۷                        |
| ۸.                          | «دختر یک پلیس»              | ۲:۳۳                        |
| ۹.                          | «لاورز راک»                 | ۳:۳۳                        |
| ۱۰.                         | «اون و دوستش»               | ۳:۲۹                        |
| ۱۱.                         | «وقتی بگی میام»             | ۳:۳۸                        |
| ۱۲.                         | «آنجلا»                     | ۳:۴۴                        |
| مجموع مدت:                  | مجموع مدت:                  | ۴۰:۴۳                       |

| ترانه‌های اضافی نسخهٔ دلوکس ژاپنی | ترانه‌های اضافی نسخهٔ دلوکس ژاپنی                                    | ترانه‌های اضافی نسخهٔ دلوکس ژاپنی |
| شماره                           | نام                                                                | مدت                             |
| ------------------------------- | ------------------------------------------------------------------ | ------------------------------- |
| ۱۳.                             | «دخترای مثل من»                                                    | ۲:۳۶                            |
| ۱۴.                             | «بدبختی» (از وحشی، بی‌گناه، تی‌وی شافل)                              | ۲:۳۷                            |
| ۱۵.                             | «در عجبم اکنون وی در حال بوسیدن کیست» (از وحشی، بی‌گناه، تی‌وی شافل) | ۲:۴۶                            |
| ۱۶.                             | «همش یه رؤیاست» (از وحشی، بی‌گناه، تی‌وی شافل)                       | ۳:۱۱                            |
| ۱۷.                             | «ملانی» (از زنان تنها)                                             | ۴:۳۸                            |
| مجموع مدت:                      | مجموع مدت:                                                         | ۵۶:۳۱                           |

نمونه‌برداری‌ها
- «پرندگان نمی‌خوانند» از «هفت دقیقه در بهشت» توسط پونی-تیلز نمونه‌برداری شده‌است.
- «لاورز راک» از «زمان رقص گذشت» توسط شیرلز نمونه‌برداری شده‌است.